# Radio Tierra
Radio Tierra  fue una estación radial chilena comunitaria, ciudadana e independiente que se ubicó en el barrio Bellavista en Santiago de Chile. Fue creada el 31 de agosto de 1991 por la Corporación de Desarrollo de la Mujer La Morada bajo la frecuencia 1300 kHz. A partir de 2008 se convirtió en una radio en línea que asegura la emisión de programas tanto políticos, como culturales y musicales.
Se destacó por su compromiso en materia de derechos humanos y más precisamente por la defensa de la libertad de expresión y del derecho a la comunicación. Por eso fue una socia activa de la Asociación Mundial de Radios Comunitarias, AMARC. 

## Historia

### 1991-1998: Propuesta feminista
El proyecto de estación radial fue concebido el 31 de agosto de 1991, al final de la dictadura militar de Pinochet (1973-1990). Fue una iniciativa de la Corporación de Desarrollo de la Mujer La Morada que tenía como objetivo formular una propuesta radial feminista, una experiencia innovadora en un ámbito hasta entonces dirigido en su mayor parte por hombres.

### 1998-2008: Alternativa en un panorama uniforme
A partir de 1998, Radio Tierra efectúa un giro hacia la defensa del derecho humano a la libertad de expresión. Enfatiza su vínculo con la sociedad civil y crea la franja Voces de la Ciudadanía.
En efecto, en el contexto de un panorama mediático caracterizado por su uniformidad en la pauta, por su concentración en la propiedad de los medios, Radio Tierra desarrolla una nueva línea editorial que destaca la necesidad de mantener y promover medios independientes y comunitarios. Por eso creó Voces de la Ciudadanía que abre un espacio de programas radiales que dan la palabra a movimientos y organizaciones sociales como la Agrupación de Familiares de Detenidos Desaparecidos, Fundación Terram, la Corporación Ciudadanía y Justicia y el CIDE.

### 2008-2013: Radio en línea
Radio Tierra deja de emitir desde su frecuencia 1300 kHz en septiembre de 2013 y desarrolla en 2008 una plataforma internet que emitió 24 horas al día. Utiliza nuevas tecnologías usando preferentemente plataformas y herramientas libres o de código abierto y continuando así con su línea democratizadora de la información. Radio Tierra dejó de emitir contenidos propios en agosto de 2013.

## Lemas
- Somos frecuencia ciudadana, somos Radio Tierra
- La Libertad está en el aire, Radio Tierra
- Radio Tierra, comunicación sin censura
- Radio Tierra, la radio que te escucha
- Estamos en el mundo, somos de la tierra

## Voces famosas
| - Francisco Alcoholado: Psicoanalista - Consuelo Castillo: Actriz - Nelson Caucoto: Abogado, defensor de los derechos humanos y conductor de Pensando en voz alta - Juan Francisco Coloane: Escritor - Ingrid Droguett Fernández: Periodista y directora responsable de Radio Tierra entre 1991 y 1992 - Mónica Echeverría: Escritora - Santiago Elordi: Poeta - Pedro Engel Bratter: Tarotista y escritor - Marcia Farfán León: Directora responsable de Radio Tierra entre 2009 y 2010 - Soledad Fariña: Poeta y conductora de Hablando de Literatura en la Tierra - Ana González de Recabarren: Defensora de los derechos humanos - Rose Marie Graepp: Periodista - Olga Grau: Filósofa, ganadora del Premio Amanda Labarca - Elizabeth Henchual: Conductora de Wixage Anai - Ignacio Iriarte: Periodista y conductor de Ciudadanos en Acción - Pedro Lemebel: Escritor y conductor de Cancionero - Francisco Martorell: Periodista - María Pía Matta Cerna: Periodista, ex presidenta de AMARC y directora responsable de Radio Tierra entre 1998 y 2003 - María Eugenia Meza Basaure: Periodista y directora responsable de Radio Tierra entre 1997 y 1998 - Raquel Olea: Poeta, crítica cultural y conductora de Hablando de Literatura en la Tierra - Elías Paillán: Conductor de Wixage Anai - Andrea Pellegrín Friedmann: Periodista y productora - Patricia Peña: Comunicadora social y conductora de Conexión Social - Rosario Puga: Crítica de cine, conductora de Zonas de Turbulencias y La Casa de los Espejos, y directora responsable de Radio Tierra en 2011 - María Virginia "Vicky" Quevedo Méndez: Comunicadora social, conductora de Foro Ciudadano y directora responsable de Radio Tierra entre 1992 y 1995 - Víctor Hugo Robles: Periodista, activista por la liberación sexual y conductor de Triángulo abierto - Carolina Rossetti Gallardo: Periodista, conductora de Tierra de Mujeres y directora responsable de Radio Tierra entre 1995 y 1997 - Héctor Salazar: Abogado y conductor de Pensando en voz alta - Marcia Scantlebury Elizalde: Periodista, exintegrante del directorio de TVN - Ruby Weitzel: Periodista - Perla Wilson Arenas: Periodista, conductora de Serpientes del Paraíso y directora responsable de Radio Tierra entre 2004 y 2008 - Faride Zerán: Ganadora del Premio Nacional de Periodismo y conductora de Entre Nos |